# باميلا غرين
باميلا غرين (بالإنجليزية: Pamela Green)‏ هي عارضة وممثلة بريطانية، ولدت في 28 مارس 1929 بسري في المملكة المتحدة، وتوفيت في 7 مايو 2010 بوايت في المملكة المتحدة بسبب ابيضاض الدم.

## وصلات خارجية
- باميلا غرين على موقع IMDb (الإنجليزية)
- باميلا غرين على موقع ميوزك برينز (الإنجليزية)
- باميلا غرين على موقع أول موفي (الإنجليزية)
- باميلا غرين على موقع قاعدة بيانات الفيلم (الإنجليزية)